# Campeonato Mundial de Atletismo Sub-20 de 2022 - Salto em distância masculino
A prova do salto em distância masculino do Campeonato Mundial de Atletismo Sub-20 de 2022 ocorreu  nos dias 1 e 2 de agosto de 2022 no Estádio Olímpico Pascual Guerrero, em Cali, na Colômbia.

## Recordes
Antes desta competição, os recordes mundiais e do campeonato nesta prova eram os seguintes:
|       | Nome             | Nacionalidade  | Distância | Local      | Data                |
| ----- | ---------------- | -------------- | --------- | ---------- | ------------------- |
| WU20R | Sergey Morgunov  | Rússia         | 8.35 m    | Cheboksary | 20 de junho de 2012 |
| CR    | James Stallworth | Estados Unidos | 8.20 m    | Plovdiv    | 9 de agosto de 1990 |
| WU20L | Johnny Brackins  | Estados Unidos | 8.06 m    | Lubbock    | 14 de maio de 2022  |

## Medalhistas
| Ouro               | Prata                  | Bronze                  |
| Erwan Konaté (FRA) | Alejandro Parada (CUB) | Gabriel Luiz Boza (BRA) |

## Cronograma
Todos os horários são locais (UTC-5).
| Data        | Hora  | Evento       |
| ----------- | ----- | ------------ |
| 1 de agosto | 08:45 | Qualificação |
| 2 de agosto | 13:16 | Final        |

## Resultados

### Qualificação
Qualificação: 7,80 m (Q) ou pelo menos melhor 12 qualificado (q).
| Posição | Grupo | Atleta                         | Nacionalidade            | Tentativas | Tentativas | Tentativas | Marca | Notas           |
| Posição | Grupo | Atleta                         | Nacionalidade            | 1          | 2          | 3          | Marca | Notas           |
| ------- | ----- | ------------------------------ | ------------------------ | ---------- | ---------- | ---------- | ----- | --------------- |
| 1       | A     | Alejandro Parada               | Cuba                     | 7.69       | 7.95       |            | 7.95  | Q,              |
| 2       | A     | Mattia Furlani                 | Itália                   | 7.85       |            |            | 7.85  | Q               |
| 3       | A     | Erwan Konaté                   | França                   | 7.80       |            |            | 7.80  | Q               |
| 4       | B     | Reece Ademola                  | Irlanda                  | 7.76       | X          | 7.44       | 7.76  | q, NU20R        |
| 5       | B     | Johnny Brackins                | Estados Unidos           | 7.58       | 7.69       | 7.44       | 7.69  | q               |
| 6       | B     | Bozhidar Sarâboyukov           | Bulgária                 | 7.56       | X          | 7.66       | 7.66  | q               |
| 7       | B     | Uroy Ryan                      | São Vicente e Granadinas | 7.31       | 7.64       | –          | 7.64  | q               |
| 8       | A     | Lin Mingfu                     | Hong Kong                | 7.05       | 7.54       | 7.62       | 7.62  | q,              |
| 9       | A     | Nikolaos Stamatonikolos        | Grécia                   | 7.53       | 7.62       | 7.34       | 7.62  | q,              |
| 10      | A     | Curtis Williams                | Estados Unidos           | 7.60       | 7.25       | 7.59       | 7.60  | q               |
| 11      | B     | Gabriel Luiz Boza              | Brasil                   | 7.54       | 7.57       | 7.60       | 7.60  | q               |
| 12      | B     | Cyrill Kernbach                | Suíça                    | 7.49       | 7.14       | 7.57       | 7.57  | q               |
| 13      | B     | Kai Kitagawa                   | Japão                    | 7.51       | 7.44       | 7.54       | 7.54  |                 |
| 14      | B     | Tayb David Loum                | Espanha                  | 7.26       | 7.29       | 7.52       | 7.52  |                 |
| 15      | A     | Oliver Koletzko                | Alemanha                 | 7.51       | 7.51       | X          | 7.51  |                 |
| 16      | B     | Soumaîla Sabo                  | Burquina Fasso           | 7.49       | 7.25       | 7.32       | 7.49  | Recorde pessoal |
| 17      | A     | Gor Beglaryan                  | Armênia                  | 7.44       | 7.46       | 6.51       | 7.46  |                 |
| 18      | B     | Aniel A. Molina                | Cuba                     | X          | 7.45       | 7.27       | 7.45  |                 |
| 19      | A     | Nozomi Watanabe                | Japão                    | 7.32       | X          | 7.26       | 7.32  |                 |
| 20      | A     | Aanund Tveitå                  | Noruega                  | X          | 7.31       | 7.23       | 7.31  |                 |
| 21      | B     | Brayan David Ramos             | Colômbia                 | 7.28       | 7.01       | 7.00       | 7.28  | Recorde pessoal |
| 22      | A     | Jeff Tesselaar                 | Países Baixos            | 7.27       | 7.10       | X          | 7.27  |                 |
| 23      | B     | Samuele Baldi                  | Itália                   | 7.01       | 7.25       | 7.06       | 7.25  |                 |
| 24      | B     | Blake Shaw                     | Austrália                | X          | 7.07       | 6.96       | 7.07  |                 |
| 25      | A     | Hayley Zimmerman               | Aruba                    | X          | X          | X          | NM    |                 |
| 26      | A     | Hirusha Hashen Walimuni Mendis | Sri Lanka                |            |            |            | DNS   |                 |

### Final
A prova final foi realizada no dia 2 de agosto às 13:16. 
| Posição           | Atleta                  | Nacionalidade            | Tentativas | Tentativas | Tentativas | Tentativas | Tentativas | Tentativas | Marca | Notas                |
| Posição           | Atleta                  | Nacionalidade            | 1          | 2          | 3          | 4          | 5          | 6          | Marca | Notas                |
| ----------------- | ----------------------- | ------------------------ | ---------- | ---------- | ---------- | ---------- | ---------- | ---------- | ----- | -------------------- |
| Medalha de ouro   | Erwan Konaté            | França                   | 7.82       | 7.83       | 7.76       | x          | 8.08       | 7.67       | 8.08  | WU20L                |
| Medalha de prata  | Alejandro Parada        | Cuba                     | 7.91       | x          | 6.84       | 7.90       | 7.75       | 7.89       | 7.91  |                      |
| Medalha de bronze | Gabriel Luiz Boza       | Brasil                   | x          | 7.72       | x          | 7.58       | 5.94       | 7.90       | 7.90  | Recorde da temporada |
| 4                 | Curtis Williams         | Estados Unidos           | 7.82       | x          | x          | 7.57       | 7.62       | 7.86       | 7.86  | Recorde pessoal      |
| 5                 | Reece Ademola           | Irlanda                  | 7.83       | 7.65       | 7.79       | x          | 7.76       | 7.49       | 7.83  | NU20R                |
| 6                 | Johnny Brackins         | Estados Unidos           | 7.81       | 7.70       | x          | 7.06       | 7.66       | 7.61       | 7.81  |                      |
| 7                 | Mattia Furlani          | Itália                   | x          | x          | 7.76       | 7.36       | 7.45       | x          | 7.76  |                      |
| 8                 | Uroy Ryan               | São Vicente e Granadinas | 7.64       | 7.36       | 7.31       | 7.15       | 7.08       | 7.09       | 7.64  |                      |
| 9                 | Lin Mingfu              | Hong Kong                | 7.36       | 7.57       | 7.38       |            |            |            | 7.57  |                      |
| 10                | Cyrill Kernbach         | Suíça                    | 7.36       | 7.50       | 7.52       |            |            |            | 7.52  |                      |
| 11                | Bozhidar Sarâboyukov    | Bulgária                 | x          | x          | 7.51       |            |            |            | 7.51  |                      |
| 12                | Nikolaos Stamatonikolos | Grécia                   | 7.11       | 7.44       | x          |            |            |            | 7.44  |                      |

Legenda
| Recorde mundial       | Recorde mundial (World record)               |                       | Recorde africano                      | Recorde africano (African) |                                           | Q | Classificado por posição (Qualified) |
| Recorde do campeonato | Recorde do campeonato (Championship record)  | Recorde da América    | Recorde da América (Americas)         | q                          | Classificado por melhor tempo (Qualified) |   |                                      |
| Melhor marca do ano   | Melhor marca do ano (World leading)          | Recorde asiático      | Recorde asiático (Asian)              | DNS                        | Não largou (Did not start)                |   |                                      |
| Recorde nacional      | Recorde nacional (National record)           | Recorde europeu       | Recorde europeu (European)            | DNF                        | Não terminou (Did not finish)             |   |                                      |
| Recorde pessoal       | Recorde pessoal do atleta (Personal best)    | Recorde da Oceania    | Recorde da Oceania (Oceania)          | DSQ / DQ                   | Desclassificado (Disqualified)            |   |                                      |
| Recorde da temporada  | Recorde da temporada do atleta (Season best) | Recorde sul-americano | Recorde sul-americano (South America) | NM                         | Sem marca (No mark)                       |   |                                      |